# Заикин, Иван Михайлович
Ива́н Миха́йлович Заи́кин (5 [17] ноября 1880, село Верхнее Талызино, Симбирская губерния — 22 ноября 1948, Кишинёв) — российский и молдавский артист цирка, борец; один из пионеров авиации в России.
Сценическое имя — «Капитан воздуха» и «Король железа». Ученик и сотрудник труппы Ивана Поддубного.

## Биография

### Начало пути
Родился 5 ноября 1880 года в селе Верхнее Талызино Курмышского уезда Симбирской губернии (ныне Сеченовский район Нижегородской области).
В детстве и юности испытал нужду и нищету. Работать пришлось с 12 лет. В юношеские годы мечтал стать таким же сильным, как отец — известный на Волге кулачный боец.
Вскоре Заи́кин устроился на работу к купцу Константину Ивановичу Меркульеву, который содержал в Царицыне атлетическую арену. Из этой арены и пошёл в «люди» чемпион-борец Иван Заикин.
В 1904 году Меркульев послал его на всероссийский любительский чемпионат по тяжёлой атлетике, где по гирям Заи́кин выиграл первый приз. С этого года он и стал профессиональным атлетом и борцом. Борцовский дебют его состоялся в Твери.

### Вместе с Иваном Поддубным
Иван Михайлович считался учеником Ивана Поддубного. Многие сильные борцы избегали борцовских встреч с ним[кем?]. Заи́кин встречался с Иваном Максимовичем на ковре 15 раз, начиная с Воронежа в 1904 году до Тифлиса в 1916 году.
Схватки у них проходили по-разному. В Орле 7 февраля 1905 года её описывали так: «… Боролись Поддубный с Заи́киным в швейцарской борьбе („на поясах“). Поддубный поднял Заикина, взял „на мельницу“ и бросил на лопатки. Это была у них первая схватка».
На первенстве мира 1908 года в Париже Заи́кин и Поддубный, победно справившись со своими соперниками, встречались в финальной схватке. Продолжалась она 66 минут. В ходе изнурительного поединка победил Поддубный.
Упорно проходил между ними поединок в марте 1909 года в Санкт-Петербурге в Новом цирке. Вот как его видели и оценили спортивные комментаторы того времени: «Нападение ведут поочередно оба противника. На 12-й минуте Поддубный переводит Заи́кина в партер. Идёт напряжённая борьба. Приёмы почти исключительно силовые. На 47-й минуте Заи́кин с изумительной силой выходит из партера и стремительно атакует своего могучего противника. Положения то и дело меняются. Оба борца проявляют большую силу и прекрасную школу. Финал борьбы отличается исключительной красотой. На 56-й минуте Поддубный вновь переводит Заи́кина в партер, берёт его на задний пояс и бросает. Заи́кин уходит пируэтом, хватает Поддубного задним поясом и, сделав мельницу, бросает его в партер с целью положить на лопатки. Поддубный через мост уходит с партера и моментально ловит соперника на бра-бруле и укладывает его на лопатки». Из 15 схваток Заи́кин 10 проигрывает, а пять сводит вничью.
Кроме собственно борцовских схваток Заи́кин выступал и с атлетическими номерами. Он носил по арене на спине якорь на 25 пудов (409,5 кг), бочку на 40 вёдер воды, поднимал гриф с десятком зрителей и так далее. Он ложился на арену, а по доскам на его груди проезжал автомобиль с пассажирами. На плече Ивана гнули двутавровую балку, а из листового железа он вил галстуки. С этими номерами он гастролировал в Европе, Африке, Америке и даже Австралии.

### Знаменитость
Разносторонний человек, дружил с Куприным, Горьким, Шаляпиным, Блоком, Алексеем Толстым, Каменским.

Заи́кин также дружил с Распутиным. С ним он познакомился через царицынского священника Илиодора, строившего Свято-Духов монастырь. Когда Распутина ранила ножом жительница Царицына Хиония Гусева, Заикин послал ему письмо: «Молю Бога об укреплении вашего душевного и физического здоровья».

### Авиатор
Однажды на гастролях в Одессе Заикин увидел, как в небе парит аэроплан, и решил, что обязательно станет авиатором. В то время лётчиков в России можно было по пальцам пересчитать. На показательных полётах можно было заработать, и спонсорами Заи́кина стали одесские купцы Пташниковы.
Атлет прошёл курсы авиаторов во Франции. В 1910 году Иван Заикин совершает серию показательных полётов по городам Российской Империи на самолёте, принадлежавшем Пташниковым. В Одессе он пригласил полетать с собою своего знакомого, писателя А. И. Куприна, оказавшегося на трибуне.
«В это время, бог знает почему, я поднял руку кверху и помахал кистью руки. Заметив это, Заикин наивно и добродушно размял толпу, подошёл ко мне и сказал: „Ну, что ж, Лексантра Иваныч, полетим?“» — напишет позже чудом спасшийся Куприн в своём очерке «Мой полёт». Кто-то нацепил на писателя меховую шапку, Куприн сел в машину, и они с Заи́кининым взлетели.
«Сначала я видел Заи́кина немножко ниже своей головы. Вдруг я увидел его голову почти у своих колен. Ни у меня, ни у него (как я потом узнал) не было ни на одну секунду ощущения страха. Я каким-то странным равнодушным любопытством видел, что нас несёт на еврейское кладбище, где было на тесном пространстве тысяч до трёх народа…» — рассказывал Куприн. Заикин круто повернул, уводя аэроплан от толпы.
Аэроплан разбился, но и пилот, и пассажир остались живы. С тех пор в небо Заикин больше не поднялся. Спонсоры Пташниковы забрали его летательный аппарат, несостоявшийся авиатор вынужден был вернуться на арену. А писатель Куприн ещё долго корил себя и принародно признавался, что он и только он один виноват в крушении аэроплана, и надеялся, что Заикин не обижается на него.

### Последние годы
С 1928 года и до конца жизни Заикин жил в Кишинёве, в Бессарабии, тогда принадлежавшей Румынии, и присоединённой в 1940 году к СССР. Организовал «Спортивную арену» — ансамбль профессиональных атлетов-борцов. Их выступления, проходившие на территории Бессарабии и Румынии (в Кишинёве, Бендерах (Тигине), Оргееве, Ганчештах, Яссах, Галаце), носили зрелищно-просветительскую направленность. Великолепно сложенные, сильные и ловкие богатыри были прекрасными агитаторами физической культуры и здорового образа жизни. 20 июля 1930 года во время исполнения трюка «Живой мост» в Ганчештах получил серьёзную травму плеча и головы; другую серьёзную травму перенёс в Плоештах. Принял участие в борцовском турнире 1934 года в Риге.
В декабре 1945 года, когда отмечалось 60-летие отечественной атлетики, знаменитый богатырь был приглашён на чествование в Ленинград. Здесь произошла его встреча со знаменитым борцом и арбитром И. В. Лебедевым, которая произвела на зрителей неизгладимое впечатление.
22 ноября 1948 года на 69-м году жизни Иван Михайлович Заи́кин скончался. Похоронен на Центральном (Армянском) кладбище в Кишинёве. В памяти благодарных потомков остался пионером авиации, ярчайшим представителем отечественной атлетики.

## Спортивные достижения
- Чемпион Российской империи по тяжёлой атлетике (1904)
- Двукратный чемпион мира по французской борьбе (1908; 1913).

### Антропометрические данные
- рост — 186 см,
- вес — 120 кг,
- окружность грудной клетки — 128 см,
- шея — 49 см,
- бицепс — 43 см,
- предплечье — 35,5 см,
- бедро — 67 см.

## Память
- «Воздухоплаватель» — советский художественный фильм, биографическая драма о русском борце Иване Заи́кине (режиссёр Анатолий Вехотко; в роли Ивана Заи́кина — Леонард Варфоломеев).
- В доме, где он жил в Кишинёве, был открыт музей. Улица Каменоломная, на которой находился дом, стала улицей Заикина.
- В 2007 году в селе Сеченово (около спорткомплекса) установлен бюст всемирно известному атлету-авиатору И. М. Заи́кину, ученику знаменитого борца И. М. Поддубного. Здесь проводятся спортивные турниры, посвященные именитому борцу.
- В 2010 году Молдавия выпустила почтовую марку с изображением И. Заи́кина.

## Семья
У И. Заи́кина было две племянницы — Дарья Алексеевна Заикина и Тамара Моргунова, была замужем за физиком, академиком АН Молдавской ССР Тадеушем Малиновским (1921—1996).

## Мнения современников
- Популярность борца Заи́кина была огромной. Как вспоминает его ученик, цирковой атлет В. Херц: «Огромная, из ряда вон выходящая сила Заи́кина, его высочайшее мастерство, артистичность и неотразимый шарм неизменно обеспечивали ему громкий успех». Когда дело шло о принципиальных, буровых схватках, Заи́кин не шёл ни на какие компромиссы.[9]
- А. Куприн, друживший с Иваном Михайловичем, писал в журнале «Геркулес»: «Всякий вид спорта должен заключать в себе хотя бы оттенок риска, пренебрежения к боли и презрение к смерти». Всего этого хватало в судьбе борца-авиатора И. М. Заи́кина!".[10]
- Очень высоко его оценивал знаток борьбы И. В. Лебедев: «Один из умнейших борцов мира, беспощадный в борьбе и пользующийся своей колоссальной силой в такие моменты, когда противник менее всего ожидает его нападение… Страшно силён, очень ловок и очень хитёр в борьбе».[11]
- Художник Цитович 15 августа 1920 года, в год 40-летия И. М. Заи́кина, в альманахе «Гималаи» (город Сингапур), под репродукцией своей картины, где был изображён пахарь-богатырь, написал: «Иван Заи́кин, вышедший из самой толщи великого русского народа, сам является его ярким, как бы символическим, отражением: нечеловеческая сила, львиная смелость, острая сметка, несокрушимая энергия и во всём широкий размах — сочетались в нём с душой нежной и открытой, с сердцем кротким, смиренным. От того и люб так Заи́кин русскому народу…».[10]

## Интересные факты
- В 1909 году в цирке Чинизелли боровшийся там знаменитый чемпион поляк Станислав Збышко-Цыганевич сделал вызов всем борцам: «Кто устоит против меня полчаса, тому плачу 500 рублей». Заи́кин принял вызов. Станислав Збышко, как ни старался, ничего не мог сделать с Заи́киным. Только раз ему удалось взять Ивана на передний пояс, но тот силой спины моментально разорвал захват своего могучего соперника. Схватка закончилась вничью, и Заи́кин выиграл 500 рублей.[12]
- Несмотря на очень трудное начало жизни, Иван Михайлович не вырос мрачным человеком, который борется с «челом нахмуренных бровей». Вот что о нём рассказывали очевидцы: «Высокого роста, пропорционально сложённый, с мощной борцовской мускулатурой без рельефа. Постоянно добродушное выражение на широком лице со светлыми бровями и весёлыми серо-зелёными глазами хорошо гармонировало с общей манерой борьбы Заи́кина — без суеты, с плавными движениями рук, с неизменным движением вперёд на противника. Лишь в решительный момент происходило едва уловимое, как взрыв, молниеносное движение — и противник лежал на лопатках».[9]